# Chris Stamper

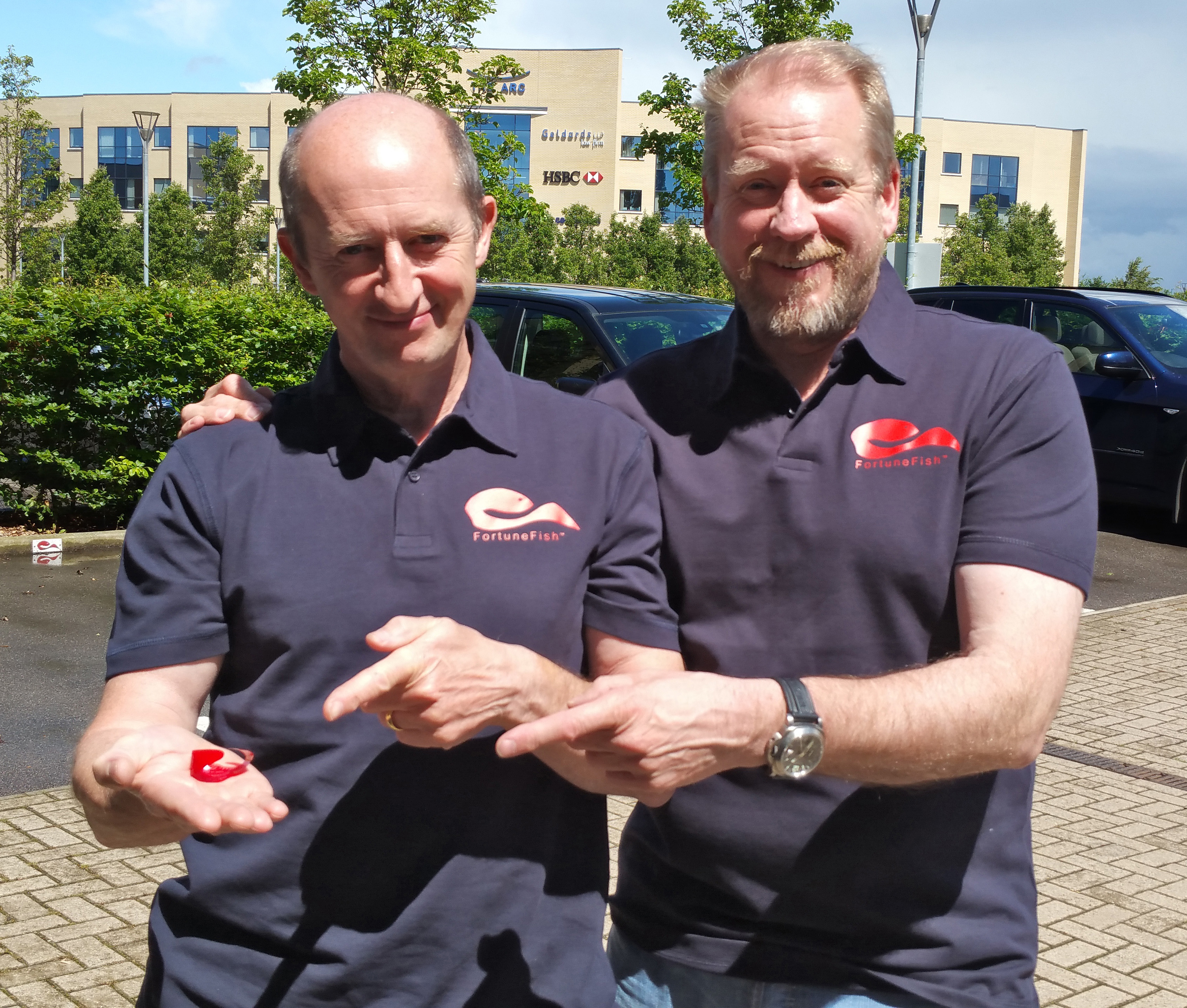
Tim och Chris Stamper (2015)

Chris Stamper, född 1958, är en av bröderna Stamper som grundade spelutvecklingsföretaget Rare. Chris Stampers bror heter Tim Stamper. Han har tillsammans med sin bror hjälpt till att skapa spel som Sabre Wulf, Knight Lore, Donkey Kong Country, Goldeneye 007, Kameo: Elements of Power, Perfect Dark Zero och Viva Piñata.